# Система визначення гола
Систе́ма ви́значення го́ла у футбо́лі або Техноло́гія лі́нії ворі́т (англ. Goal-Line Technology, GLT, або нім. Torlinietechnologie, TLT) — технічна система контролю перетинання м'ячем лінії футбольних воріт.

## Рішення IFAB і FIFA
За рішенням IFAB обидві технології GoalRef і Hawk-Eye пройшли тестування практикою на іграх Клубного чемпіонату світу в грудні 2012 в Японії та на Кубку конфедерацій 2013 в Бразилії. Після тестування ФІФА обрала оптичну технологію «GoalControl#GoalControl 4D» німецької фірми «GoalControl GmbH», яка була офіційно завпроваджена на Чемпіонаті світу 2014 в Бразилії.

## Технічні умови та процедури
За рішенням ФІФА система застосовується виключно для лінії воріт, і тільки для визначення того, був забитий гол чи ні, а саме:
- Сигнал про те, що гол забитий, повинен бути негайним і автоматично підтверджуватись протягом однієї секунди;
- Інформація про забитий гол повідомляється тільки офіційній особі матчу (на наручному годиннику арбітра з'являється вібраційний та візуальний сигнал).

Кожна потенційна фірма-виробник може подати в ФІФА стандартну ліцензійну заяву на власне виробництво. При задоволенні технічних умов та тестових критеріїв виробник інсталює систему на стадіоні і ще раз її тестує. Після цього її приймає спортивна організація (власник стадіону, клуб), а фірма-виробник отримує від ФІФА в тех документації знак «FIFA Quality Pro».

## Система GoalRef
Система «GoalRef», створена в інституті Фраунгофера (Німеччина), працює на тому ж технологічному принципі, що і «магнітні ворота» в великих магазинах та супермаркетах — магнітному полі низької частоти, яке створює рамка воріт. Футбольний м'яч оснащується не мікрочипом, як іноді помилково стверджується, а трьома металевими кільцевими стрічками, які виконують функцію антен.
Коли м'яч повністю перетинає лінію воріт, їхнє магнітне поле змінюється і сигнал автоматично подається на годинник судді.

## Система Hawk-Eye
Технологія Hawk-Eye була створена в 1999 році британською фірмою Roke Manor Research Ltd. для крикету, згодом завпроваджена в тенісі, снукері, і нарешті модифікована для футболу. Вона фуннкціонує за допомогою декількох високошвидкісних відеокамер, що розташовані по периметру ігрового поля та охоплюють його під різними кутами, точно фіксуючи положення м'яча і переводячи зображення у режим 3D.
Для футболу передбачена комбінація з 12 відеокамер, інформація з яких надходить на центральний комп'ютер.
Встановлення системи коштує 300 000 € на кожний стадіон.

## Система Goal Control-4D
Система «GoalControl-4D» німецької фірми 'GoalControl GmbH' заснована на синхронній дії 14 швидкісних телекамер, встановлених навкруги ігрового поля і націлених в сторону обох воріт. Положення м'яча безперервно і автоматично записуються в трьох вимірах, коли м'яч знаходиться поблизу лінії воріт. Якщо м'яч повністю перетинає лінію воріт, центральний комп'ютер переробляє інформацію менш ніж за секунду та передає закодований сигнал (вібрація та звук) на приймач годинника рефері.
Система також використовується для показу відеоповторів моментів матчу з різних кутів.
Система була прийнята FIFA і вперше була офіційно застосована на Чемпіонаті Світу 2014 в Бразилії. Вона вперше довела свою ефективність 15 червня 2014 в проблемній ситуації в матчі Франція—Гондурас, коли після удару французького форварда Бензема на 72-й хвилині гри здавалося, що м'яч був накритий голкіпером гондурасської збірної на лінії власних воріт.
Встановлення системи «Goal Control» на кожному стадіоні коштує 250 000 €.

## Позиція UEFA
Президент UEFA Мішель Платіні принципово проти встановлення систем — «з економічних міркувань».

## Позиція національних федерацій
- Англійська ліга —
- Данська суперліга —
- Німеччина: широка футбольна громадськість Німеччини з ентузіазмом підтримала технічне нововведення під загальним девізом «Уемблі — більше ніколи!». Президент DFB Вольфганг Нірсбах назвав рішення ФІФА «кроком у правильному напрямку», а президент Бундесліги Райнхард Раубаль — «першим важливим кроком у майбутнє футболу». Обидва вважають завпровадження системи в наступному сезоні Бундесліги неможливим, але реальним у турнірах ФІФА[3]. Всупереч попереднім повідомленням таблоїда «BILD am Sontag»[4], Німецька футбольна ліга (DFL) ще не прийняла остаточного рішення щодо встановлення систем TLT до ігрового сезону 2013/14. Рішення планується прийняти на черговому засіданні DFL в вересні 2012. Головним питанням є фінансування інсталяції нової технології для всіх 36 професійних клубів першої та другої бундесліги[5]. Німецька федерація попередньо обрала систему «GoalRef» як більш дешеву — 125.000 євро проти «Hawk-Eye» фірми Sony, яка коштує удвічі дорожче[6].

## Критика
- Оскільки система Hawk-Eye базується на оптичному контролі площини воріт, вона може «не помітити» м'яча, якщо на нього зверху ляже гравець.
- В системі GoalRef невідомо, чи витримають імплантовані в м'яч антени удар великої сили, наприклад в перекладину воріт.

## Найвідоміші прецеденти
- Гол на «Вемблі» — зарахований гол у ворота збірної ФРН у фіналі Чемпіонату світу 1966 ФРН-Англія арбітром матчу швейцарцем Готтфрідом Дінстом з подачі бокового асистента — радянського арбітра Тофіка Бахрамова.
- 2005 — «Ліверпуль» проти «Челсі», півфінал Ліги Чемпіонів
- 2010 — незарахований гол Френка Лемпарда в матчі 1/8 фіналу чемпіонату світу 2010 Німеччина-Англія[7].
- 2012 — «Челсі» проти «Тоттенхема», півфінал Кубка Англії.
- 2012 — незарахований гол Марко Девіча у ворота збірної Англії в матчі Україна-Англія чемпіонату Європи 2012, 19 червня 2012 у Донецьку

## Виноски
1. ↑  FIFA: Licensing and Certification Procedure [Архівовано 22 липня 2012 у Wayback Machine.](англ.)
2. ↑  Опис роботи системи на офіційному сайті компанії GoalControl [Архівовано 2014-05-23 у Wayback Machine.](нім.)
3. ↑  Westdeutsche Allgemeine Zeitung. Архів оригіналу за 13 березня 2016. Процитовано 10 липня 2012. [Архівовано 2016-03-13 у Wayback Machine.]
4. ↑  Німеччина ввела систему визначення голу. — UA-GOL.COM [Архівовано 14 березня 2016 у Wayback Machine.](укр.)
5. ↑  Frankfurter Allgemeine Zeitung: FAZ: Aber wer soll das bezahlen?(нім.)
6. ↑  Focus: Richtigstellung der DFL- Noch keine Entscheidung zur Torlinientechnik. — 8.7.2012(нім.)
7. ↑  «Daily Mail»: The goal that never was! Frank Lampard strike against Germany denied by referee Jorge Larrionda(англ.)